# 1934 في فرنسا
فيما يلي قوائم الأحداث التي وقعت خلال عام 1934 في فرنسا.

## سياسة

### تعيين في المنصب
- 9 فبراير – غاستون دومرغ رئيس الوزراء الفرنسي.
- 9 فبراير – فيليب بيتان وزير الحرب.

### انتهاء فترة المنصب
- 15 أكتوبر – ريمون بوانكاريه عضو مجلس الشيوخ الفرنسي.
- 8 نوفمبر – غاستون دومرغ رئيس الوزراء الفرنسي.
- 8 نوفمبر – فيليب بيتان وزير الحرب.

## رياضة
- 1 أبريل – سباق باريس روبيه 1934 الفائزون Gaston Rebry [الإنجليزية]‏، فرانس بوندول، Jean Wauters [الإنجليزية]‏.

## كتب
من الكتب التي صدرت هذه السنة في فرنسا:
- 1 يناير – المفتش فيكتور من تأليف موريس لوبلان.

## مواليد

### يناير
- 1 يناير – كلير اتشرلي كاتبة فرنسية.
- 8 يناير – جاك أنكيتيل دراج فرنسي.
- 10 يناير – جيرار بونيت محلل نفسي فرنسي.
- 27 يناير – إديت كريسون سياسية فرنسية.

### فبراير
- 24 فبراير – برنار شياريلي لاعب كرة قدم فرنسي.

### مارس
- 10 يوليو – مارسيل نواك لاعب كرة قدم فرنسي.
- 18 مارس – غاي هاتشي لاعب كرة قدم فرنسي.

### أبريل
- 21 أبريل – فيليب دومنك كاتب فرنسي.
- 29 أبريل – جان ويندلينغ لاعب كرة قدم فرنسي.

### مايو
- 20 مايو – رينيه بيانكي درّاج طريق فرنسي.

### يونيو
- 11 يونيو – هنريك أمير الدنمارك زوج الملكة مارغريت الثانية ملكة الدنمارك.
- 12 يونيو – نيكول بيرغر ممثلة فرنسية.
- 20 يونيو – روبرت سياتكا لاعب كرة قدم.
- 26 يونيو – دومينيك روستشيلي لاعب كرة قدم فرنسي.

### يوليو
- 1 يوليو – رينيه فيكتور بيل كاتب فرنسي.
- 1 يوليو – كلود بيري
- 10 يوليو – مارسيل نواك لاعب كرة قدم فرنسي.

### أغسطس
- 16 أغسطس – بيير ريتشارد

### سبتمبر
- 3 سبتمبر – لوسيان مولر لاعب كرة قدم فرنسي.
- 14 سبتمبر – سارة كوفمان
- 24 سبتمبر – ماري هيلين أرنو
- 28 سبتمبر – بريجيت باردو
- 28 سبتمبر – رينيه ليبر ملاكم فرنسي.

### نوفمبر
- 12 نوفمبر – جان كلود ليكانتي درّاج طريق فرنسي.

## وفيات

### يناير
- 13 يناير – بول فيلارد (مواليد 1860)

### يونيو
- 15 يونيو – ألفريد برونياو (مواليد 1857) ملحن فرنسي.

### يوليو
- 21 يوليو – هوبير ليوطي (مواليد 1854) ضابط فرنسي.

### سبتمبر
- 23 سبتمبر – لوسيان غاودان (مواليد 1886) مسايف فرنسي.

### أكتوبر
- 15 أكتوبر – ريمون بوانكاريه (مواليد 1860)
- 18 أكتوبر – فرانسوا غونسيا (مواليد 1856) عالم فلك فرنسي.

### نوفمبر
- 2 نوفمبر – إدموند جيمس دي روتشيلد (مواليد 1845)
- 30 نوفمبر – هيلين باوتشر (مواليد 1908) طيارة فرنسية.